# Hornfisksjön, Lappland
Hornfisksjön är en sjö i Vilhelmina kommun i Lappland och ingår i Ångermanälvens huvudavrinningsområde. Sjön har en area på 0,117 kvadratkilometer och ligger 1 133,3 meter över havet. Hornfisksjön ligger i Marsfjället Natura 2000-område. Sjön avvattnas av vattendraget Krutån.

## Delavrinningsområde
Hornfisksjön ingår i det delavrinningsområde (722337-148025) som SMHI kallar för Utloppet av Hornfisksjön. Medelhöjden är 1 240 meter över havet och ytan är 0,95 kvadratkilometer. Det finns inga avrinningsområden uppströms utan avrinningsområdet är högsta punkten. Krutån som avvattnar avrinningsområdet har biflödesordning 3, vilket innebär att vattnet flödar genom totalt 3 vattendrag innan det når havet efter 436 kilometer. Avrinningsområdet består mestadels av kalfjäll (88 procent). Avrinningsområdet har 0,12 kvadratkilometer vattenytor vilket ger det en sjöprocent på 12,2 procent.